# 350032 Josephhunt
350032 Josephhunt è un asteroide della fascia principale. Scoperto nel 2010, presenta un'orbita caratterizzata da un semiasse maggiore pari a 2,7634407 au e da un'eccentricità di 0,1316977, inclinata di 10,67226° rispetto all'eclittica.